# Tresonče
Tresonče (makedonsky: Тресонче) je horská vesnice v Severní Makedonii. Nachází se v opštině Mavrovo a Rostuša, která je součástí Položského regionu. Vesnice je osídlena makedonskými pravoslavnými křesťany. 

## Geografie
Tresonče se nachází na hoře Bistra, která je součástí národního přírodního parku. V této oblasti žijí medvědi hnědí, kozy bezoárové, prasata divoká, jeleni a rys červený. 
Ve vesnici je kontinentální klima se spoustou dešťových srážek během celého roku. 
Vesnice je rozdělena do několika mahal (čtvrtí): Kadievci, Peškovci, Jodrovci, Lekovci, Jurukovci, Boškovci, Bradinovci, Vrlevci, Ekmedžievci, Krajnikovci, Srbinovci, Petrovci, Trizlivci a Kičevci. 

## Historie
První zmínky o vesnici existují z roku 1467 (z osmanských kronik). Obyvatelé vesnice jsou nazýváni Mijaci a jsou jak pravoslavní křesťané, tak i muslimové. V roce 1467 byla vesnice zaznamenána jako průchozí místo, kudy byli přepravováni vězni a otroci. V letech 1879-1912 byla vesnice součástí Manastirského vijáletu pod nadvládou Osmanské říše. 

## Demografie
Vesnice byla tradičně obývána skupinou Mijaci. Podle sčítání lidu z roku 2002 zde žije 8 obyvatel, všichni jsou etnickými Makedonci. 

### Významné osobnosti
- Josif Mihajlović Jurukovski (1887–1941), starosta hlavního města Skopje, rodák z Tresonče
- Toma Smiljanić-Bradina (1888–1969), srbský etnograf, filozof, dramatik a publicista, narozen v Tresonče